# Calistemo
Calistemo, Escova-de-garrafa, lava-garrafas, cauda de gato ou bottlebrush (Callistemon viminalis G. Don ex Loud.; Myrtaceae) é uma árvore de porte médio (até 7 metros) originária da Oceania e Austrália. Seu ciclo de vida é perene.

## Descrição
É uma árvore de folhas pequenas (aproximadamente 7 cm), em formato lanceolado, perenes e perfurmadas.
Seus galhos caem com o tempo, assim como os ramos do Salgueiro-chorão.
As flores são o ponto de destaque da planta. Os estames e carpelo vermelhos são mais desenvolvidos e destacam-se mais do que as pequenas pétalas brancas, assim atraindo muitos insetos polinizadores.
Quando polinizada, a flor dá origem a frutos pequenos que ficam aderidos aos ramos.
Seu tronco é bastante rugoso e de coloração marrom acinzentada.